# Espuma marinha

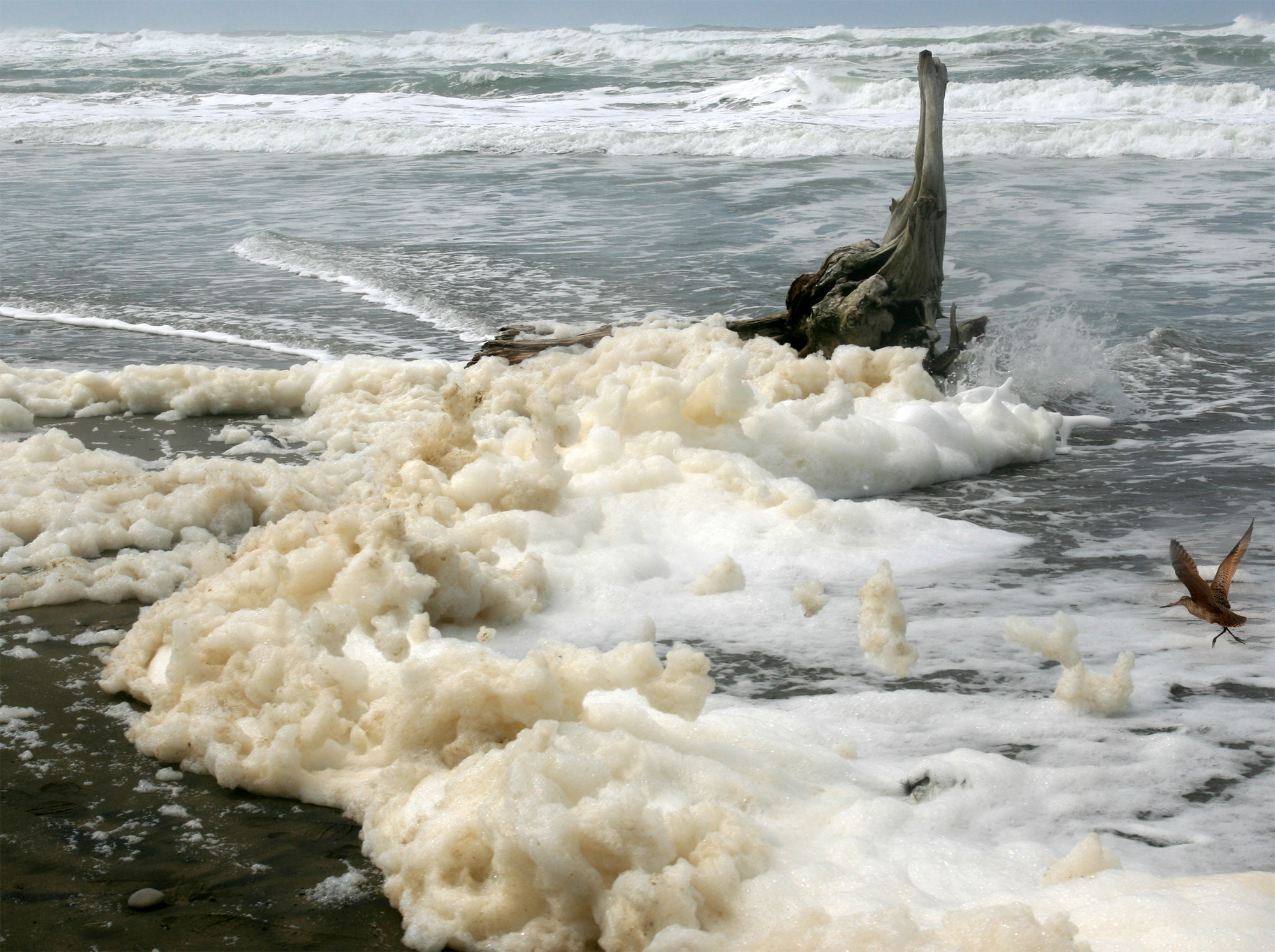
Espuma marinha em São Francisco.

Espuma marinha, espuma oceânica, é um tipo de espuma criada pela agitação da água do mar, particularmente quando essa água contém grande concentração de carbono orgânico dissolvido contendo proteínas, ligninas e lipídios derivados de fontes como a eflorescência algal. Estes componentes são ativados por surfactantes ou agentes formadores de espuma. Como a água do mar é constantemente agitada pela ação das ondas na zona próxima ao litoral, a presença desses surfactantes entram em contato com a atmosfera e geram a espuma.